# Infanterie Greift an

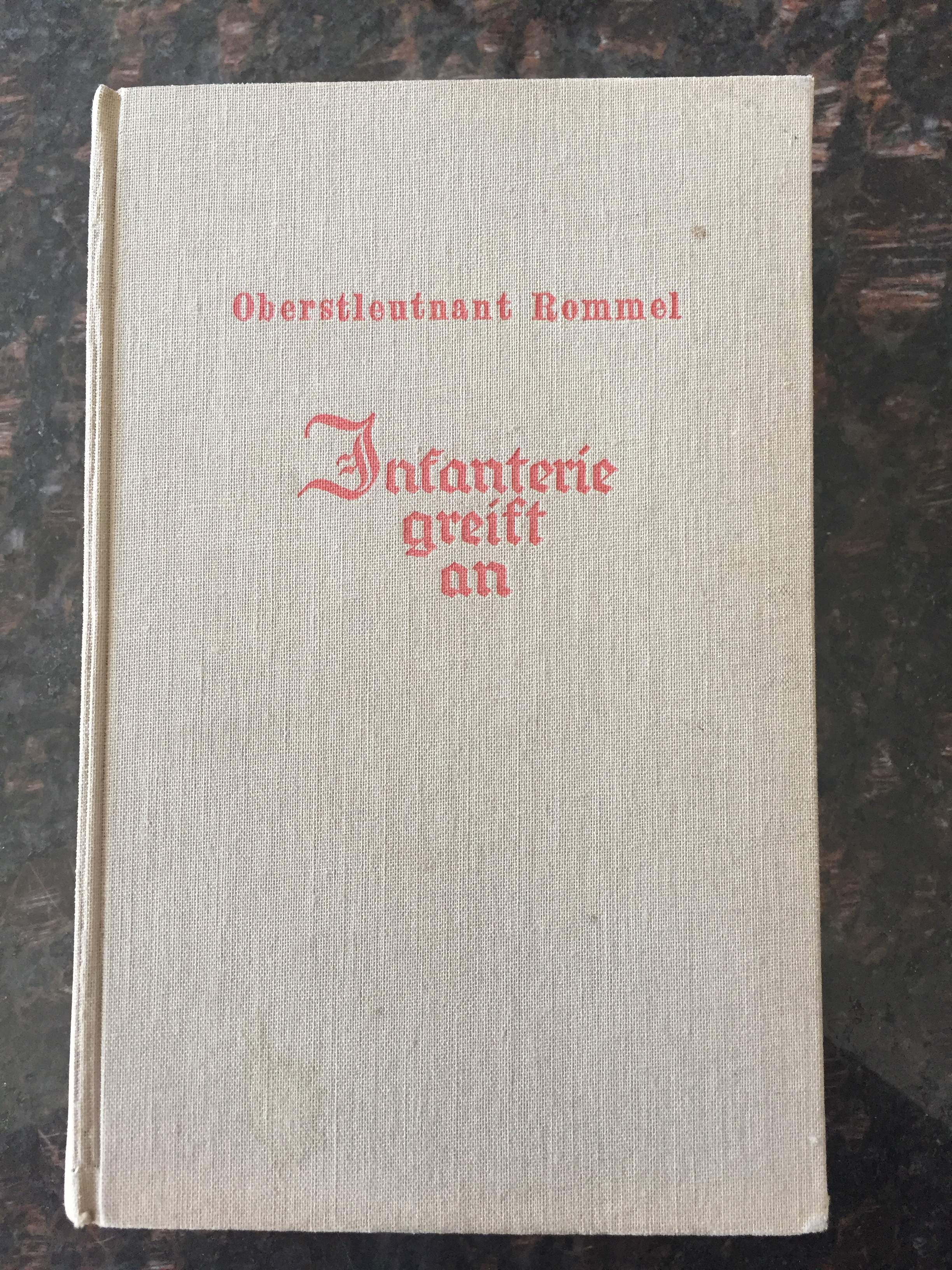
O livro de Rommel Infanterie greift an

Infantry Attacks (em alemão:  Infanterie greift an) é um livro clássico sobre táticas militares escrito por Erwin Rommel sobre suas experiências na Primeira Guerra Mundial. Na época em que o livro foi escrito, em meados da década de 1930, o posto de Rommel era tenente-coronel. Rommel planejou escrever um sucessor chamado Panzer Greift An (em inglês: Tank Attacks) sobre a guerra de tanques e reuniu muito material durante a Campanha do Norte da África. No entanto, como resultado de seu suposto envolvimento em uma tentativa fracassada de assassinato de Adolf Hitler, ele foi forçado a cometer suicídio antes de concluir este trabalho.

## Visão geral
Rommel descreve suas táticas de Stoßtruppen (tropas de choque), que usavam velocidade, dissimulação e penetração profunda no território inimigo para surpreender e subjugar. Ao longo do livro, Rommel relata a designação de pequenos números de homens para abordar as linhas inimigas na direção em que o ataque era esperado. Os homens gritavam, jogavam granadas de mão e simulavam o ataque antecipado do esconderijo, enquanto esquadrões de ataque e corpos maiores de homens se esgueiravam pelos flancos e pela retaguarda dos defensores para pegá-los de surpresa. Essas táticas geralmente intimidavam os inimigos a se renderem, evitando assim esforço desnecessário, gasto de munição e risco de ferimentos.

### Conteúdo
O texto está dividido em seis capítulos:
- I. Guerra do Movimento de 1914 na Bélgica e no norte da França
- II. Lutas no Argonne 1915
- III. Guerra de posições nos Altos Vosges 1916, guerra de movimentos na Romênia 1916/1917
- 4. Lutas no sudeste dos Cárpatos, agosto de 1917
- V. Batalha de ataque em Tolmein 1917
- VI. Perseguição de Tagliamento e Piave

## Traduções
A primeira tradução completa para o inglês foi publicada em 1944 pelo The Infantry Journal nos Estados Unidos. O tradutor foi o tenente-coronel Gustave E. Kidde sem permissão de Rommel, de acordo com o prefácio da edição de 1995 publicada pela Stackpole Books.

## Impacto
Infanterie greift an foi publicado pela primeira vez em 1937 e ajudou a persuadir Adolf Hitler a dar a Rommel o alto comando na Segunda Guerra Mundial, embora ele não fosse de uma antiga família militar ou da aristocracia prussiana, que tradicionalmente dominava o corpo de oficiais alemães. Foi impresso na Alemanha até 1945. Até então, cerca de 500 000 exemplares haviam sido publicados. O livro ainda está sendo impresso e foi publicado recentemente em alemão em 2015.
O livro também foi usado em todo o Ocidente como um recurso para movimentos táticos de infantaria. O general George S. Patton estava entre os muitos líderes militares influentes que leram Infantry Attacks.

## Na cultura popular
No filme Patton de 1970, quando fica claro para Patton que ele está derrotando forças que acredita serem comandadas por Rommel durante uma batalha de tanques, Patton diz para si mesmo: "Rommel, seu bastardo magnífico, li seu livro!" No entanto, em uma cena anterior do filme, Patton é acordado por seus assessores com a notícia de que uma mensagem de rádio alemã interceptada revela que Rommel atacará Patton perto de El Guettar, na Tunísia. Antes disso, a câmera focaliza um livro na mesa de cabeceira de Patton, The Tank in Attack (Panzer greift an), um livro que Rommel planejou escrever, mas nunca concluiu.